# Pak 38

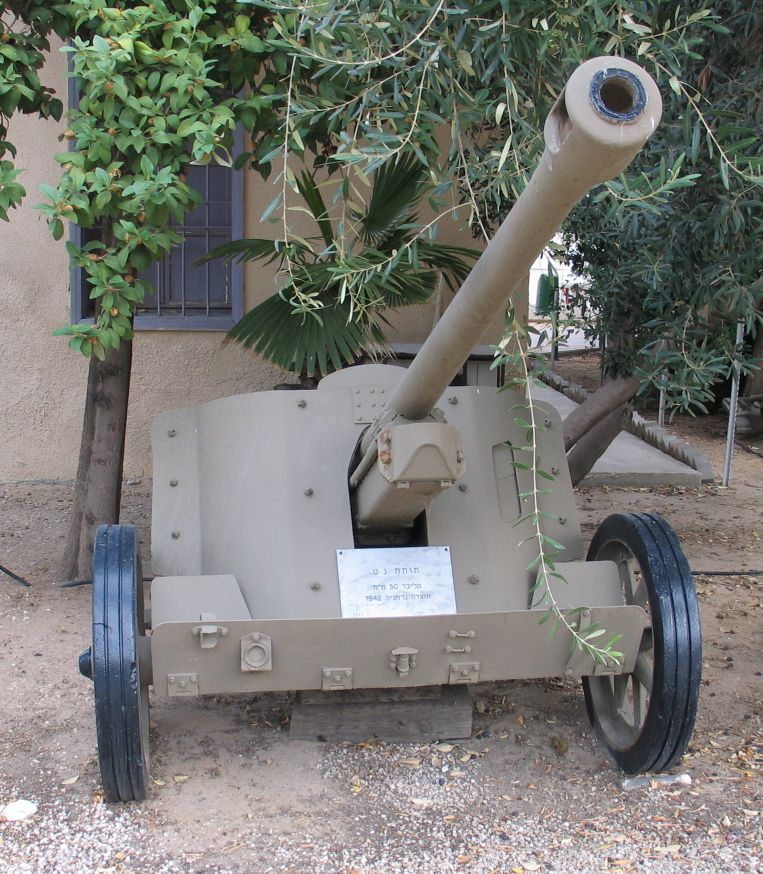
Pak 38, экспонируемая в музее Бати ха-Осеф, Израиль.

50-мм противотанковая пушка Pak 38 (нем. 5 cm Panzerabwehrkanone 38 и 5 cm Panzerjägerkanone 38) — германская 50-мм противотанковая пушка периода Второй мировой войны. Аббревиатура Pak. — от нем. Panzerabwehrkanone («противотанковая пушка»), но с весны 1941 года также и от нем. Panzerjägerkanone («пушка охотников на танки») — в связи с этим в документах данная пушка встречается под обоими наименованиями. Индекс «38» соответствует году постройки первого опытного образца. С апреля 1942 устанавливалась на танк Pz III; танк с 50-мм орудием имел индекс (нем. lang — длинный).  

## История создания
В 1936 году, после получения сведений о создании во Франции танка Renault D-1 с лобовой бронёй до 40 мм, Управление вооружений (нем. Heereswaffenamt) заказало фирме «Рейнметалл» (Rheinmetall-Borsig AG) разработку перспективной противотанковой пушки, способной пробивать 40-мм броню с дистанции 700 м. Для опытной пушки 5 cm Tankabwehrkanone in Spreizlafette (5 cm Tak.) был выбран калибр в 5 см., лафет с раздвижными станинами и опорной плитой между колёс — в боевом положении пушка спереди устанавливалась на эту плиту (нем. Schweißpilz ), а колёса вывешивались. По задумке разработчиков эта плита должна была способствовать маневренности огня: обеспечению кругового обстрела переносом только станин. Опытные пушки были готовы в 1937 году. Первоначально длина ствола составляла 35 калибров (L/35 = 1750 мм), позднее её увеличили до 60 калибров (L/60 = 2975 мм) для повышения дульной скорости. При испытаниях бронебойное действие было признано недостаточным, выявилась ошибочность решения с опорной плитой: пушки оказались неустойчивыми при стрельбе. «Рейнметалл» продолжила работы: убрали опорную плиту, раздвижные станины в разведённом положении стали отключать подрессоривание колёсного хода, щитовое прикрытие для усиления сделали двойным, был выбран мощный 50-мм патрон с гильзой длиной 420 мм от казематной пушки 5 cm Pak K.u.T. (lg.L.) (в гильзе которого заменили электрозапальную капсюльную втулку на ударную), установлен дульный тормоз. Пушка Pak.38 окончательно приобрела свой облик в 1939 году.
Массу орудия уменьшили за счёт использования в конструкции лёгких сплавов.

## Производство орудий
Первые 2 орудия поступили в войска в апреле 1940 года. Само орудие не успело к началу Французской кампании. Так, к 1 июля 1940 года в войсках находилось всего 17 орудий. Крупносерийное производство наладили лишь к концу года. И уже к 1 июня 1941 года в войсках находилось 1047 орудий. В 1943 году пушку сняли с производства как устаревшую и неспособную противостоять новым танкам антигитлеровской коалиции.
| Производство противотанковых орудий 5 cm PaK 38 |      |      |      |      |      |       |
| Год                                             | 1939 | 1940 | 1941 | 1942 | 1943 | Итого |
| Число пушек                                     | 2    | 388  | 2072 | 4480 | 2626 | 9568  |

|       | 1     | 2     | 3     | 4     | 5     | 6     | 7     | 8     | 9     | 10    | 11    | 12    | Всего |
| ----- | ----- | ----- | ----- | ----- | ----- | ----- | ----- | ----- | ----- | ----- | ----- | ----- | ----- |
| 1939  |       |       |       |       |       |       |       |       | 2     |       | 3     |       | 5     |
| 1940  |       |       | 4     | 16    | 3     | 12    | 17    | 32    | 56    | 104   | 84    | 70    | 398   |
| 1941  | 142   | 117   | 113   | 154   | 177   | 163   | 173   | 250   | 152   | 241   | 212   | 178   | 2072  |
| 1942  | 315   | 307   | 324   | 391   | 244   | 331   | 317   | 397   | 480   | 345   | 529   | 500   | 4480  |
| 1943  | 448   | 342   | 357   | 264   | 223   | 323   | 208   | 174   | 142   | 101   | 29    | 15    | 2626  |
| Итого | Итого | Итого | Итого | Итого | Итого | Итого | Итого | Итого | Итого | Итого | Итого | Итого | 9581  |

Стоимость одного орудия составляла 10 600 рейхсмарок (для сравнения, стоимость 28-мм противотанковой пушки sPzB 41 составляла 4520 рейхсмарок).

## Тактико-технические характеристики
- Калибр, мм: 50 (50×420 R) R-rimmed гильза с закраиной
- Длина ствола, клб: 60
- Длина с передком, м: 4,75
- Длина, м: 2,97
- Ширина, м: 1,83
- Высота, м: 1,105
- Расчет, человек: 5
- Темп огня, выстрелов в минуту: 12—14
- Дульная скорость снаряда, м/с:
  - 1180 (PzGr 40)
  - 835 (PzGr 39)
  - 550 (Sprenggranate)
- Максимальная дальность стрельбы, м: 9400
- Масса снаряда, кг: 2,04
- Бронепробиваемость (500 м, угол встречи 60 градусов, гомогенная броня средней твердости, 50 % осколков в заброневом пространстве)[источник не указан 1994 дня], мм:
  - 60 (PzGr 39)
  - 95 (PzGr 40)

## Оценка проекта
| Тактико-технические характеристики противотанковых орудий калибра 45 — 50 мм 1937 — 42 годов |              |              |             |            |          |
| Характеристика | обр. 1937 г. | обр. 1942 г. | SA Mle 1937 | тип 1      | Pak 38   |
| Год поступления в войска | 1937         | 1942         | 1937        | 1941       | 1940     |
| Калибр, мм/длина ствола, клб. | 45/46        | 45/68,6      | 47/52       | 47/53,8    | 50/60    |
| Масса в боевом положении, кг | 560          | 625          | 1070        | 755        | 930      |
| Бронепробиваемость калиберным бронебойным снарядом под углом 90° на дистанции 500 м | 43           | 61           | 50 (60°)    | 69 (457 м) | 78 (61)  |
| Бронепробиваемость калиберным бронебойным снарядом под углом 90° на дистанции 1000 м | 32           | 51           | 42 (60°)    | 51 (914 м) | 61 (47)  |
| Бронепробиваемость подкалиберным снарядом под углом 90° на дистанции 500 м | 66           | 81           | 89          |            | 120 (70) |
| Следует помнить, что в разное время и в разных странах использовались различные методики определения бронепробиваемости. Как следствие, прямое сравнение с аналогичными данными других орудий/боеприпасов часто оказывается затруднённым. |              |              |             |            |          |

## Страны-эксплуатанты
- нацистская Германия — во втором полугодии 1940 года орудия начали поступать в войска, использовались до окончания войны[12]. PAK-38 являлась одной из наиболее распространённых противотанковых пушек в немецкой армии[4].
- Болгария — в июле 1943 года немцы начали перевооружение болгарской армии. В соответствии с программой перевооружения (получившей условное название «план Барбара»), вместе с другим вооружением в 1943 году немцы поставили болгарской армии партию 50-мм противотанковых орудий PAK-38[13] (к этому времени уже устаревших и снятых с производства). После 9 сентября 1944 года орудия перешли Болгарской Народной армии и использовались в боевых действиях 1944—1945 против немецких войск[14].
- Югославия — по меньшей мере одно трофейное орудие использовалось подразделениями Народно-освободительной армии Югославии (в марте 1943 года в боях на Неретве)
- Великобритания — после окончания Второй мировой войны значительное количество трофейных немецких противотанковых орудий было передано на склады мобилизационного резерва[12]
- СССР — трофейные пушки активно использовались всю войну, по окончании боевых действий многие орудия были переданы в противотанковые части в качестве учебно-боевых и использовались для тренировок подразделений противотанковой артиллерии, в основном в ГСОВГ.